# 土方家 (伯爵家)
土方家（ひじかたけ）は、武家・士族・華族だった日本の家。近世には土佐藩士家だったが、近代に土方久元を出し、その勲功により華族の子爵家、のち伯爵家に列した。

## 歴史
土方久元の生家は戦国時代には駿河国今川氏に仕えていたが、後に加藤嘉明に仕えたのを経て、山内一豊に仕えたことで江戸時代に土佐藩士家となっていた家である。

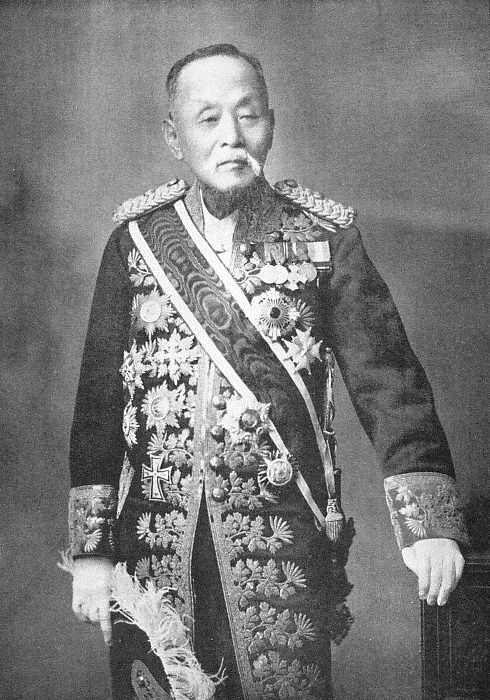
土方久元伯爵

土方久元（天保4年10月17日生、大正7年11月4日没）は、土佐藩士土方久用（文化6年7月9日生、明治23年6月30日没）の息子として生まれ、幕末期に尊皇攘夷の志士として活動し、文久3年（1863年）の政変後の七卿落ちに同道して三条実美の衛士を務めて三条の信任を得、学習院御用掛を務めた。その後中岡慎太郎とともに薩長連合実現に大功があった。明治2年（1869年）には王政復古の功で賞典禄の終身禄100石を下賜された。明治初期に江戸府判事、東京府判事を務めたのを経て、明治4年（1871年）から太政官に出仕し、太政官政府で中弁、大内史、一等侍補、内務大輔などを歴任。明治17年（1884年）7月17日に維新の功により華族の子爵に列する。さらに参事院議官、内閣書記官長、元老院議官、宮中顧問官などを経て、明治20年（1887年）第1次伊藤内閣に農商務大臣として入閣、ついで宮内大臣に転じる。明治28年（1895年）10月7日には日清戦争の功により伯爵に陞爵した。さらに帝室制度調査局総裁や臨時帝室編修局総裁として修史事業に尽力し、國學院大學学長や東京女学館館長も兼務した。
久元は大正7年（1918年）11月4日に死去。長男の久明（文久2年11月23日生、明治31年7月15日没）は父に先立ってすでに死去していたため、その長男である久敬（明治31年4月16日生、昭和34年6月4日没）が、大正7年（1918年）12月10日に祖父久元の家督と爵位を相続。彼は「土方与志」の名義で活動していた演劇演出家で、やがてプロレタリア演劇を通じてソビエト連邦に傾倒。訪露して日本で共産革命を行うことを宣言したり、当時コミンテルン日本支部だった日本共産党に資金援助するなどソ連シンパになるに至ったため、宮内省の審議の結果、久敬は華族令第24条「華族の体面を汚辱する失行ありたる者」に該当するとして、昭和9年（1934年）9月3日に土方家親族に対して爵位返上の手続きをとるよう要求した。これを受けて9月20日にも土方家親族は土方家の爵位を返上した。久敬当人はその時ソ連首都モスクワに滞在していたので日本にいなかったが、昭和16年（1941年）に日本に帰国した際に横浜で治安維持法違反容疑により三田警察署に逮捕され、後に裁判所から懲役5年の判決を受けた。戦後も日本共産党に入党して日ソ文化連絡協会会長などを務め親ソ派として活動した。久敬の息子である敬太（大正9年9月9日生、平成4年12月28日没）も日ソ協会副会長を務めるなど親ソ派として活動した。
敬太には子供がなく、千葉貞雄の四男利雄（昭和23年4月生）が養子に入って相続。その息子に太郎（昭和49年8月生）と次郎（昭和54年2月生）の兄弟がある。

## 系図
実線は実子、点線（縦）は養子。系図は『平成新修旧華族家系大成 下巻』に準拠。